# Papier biblijny

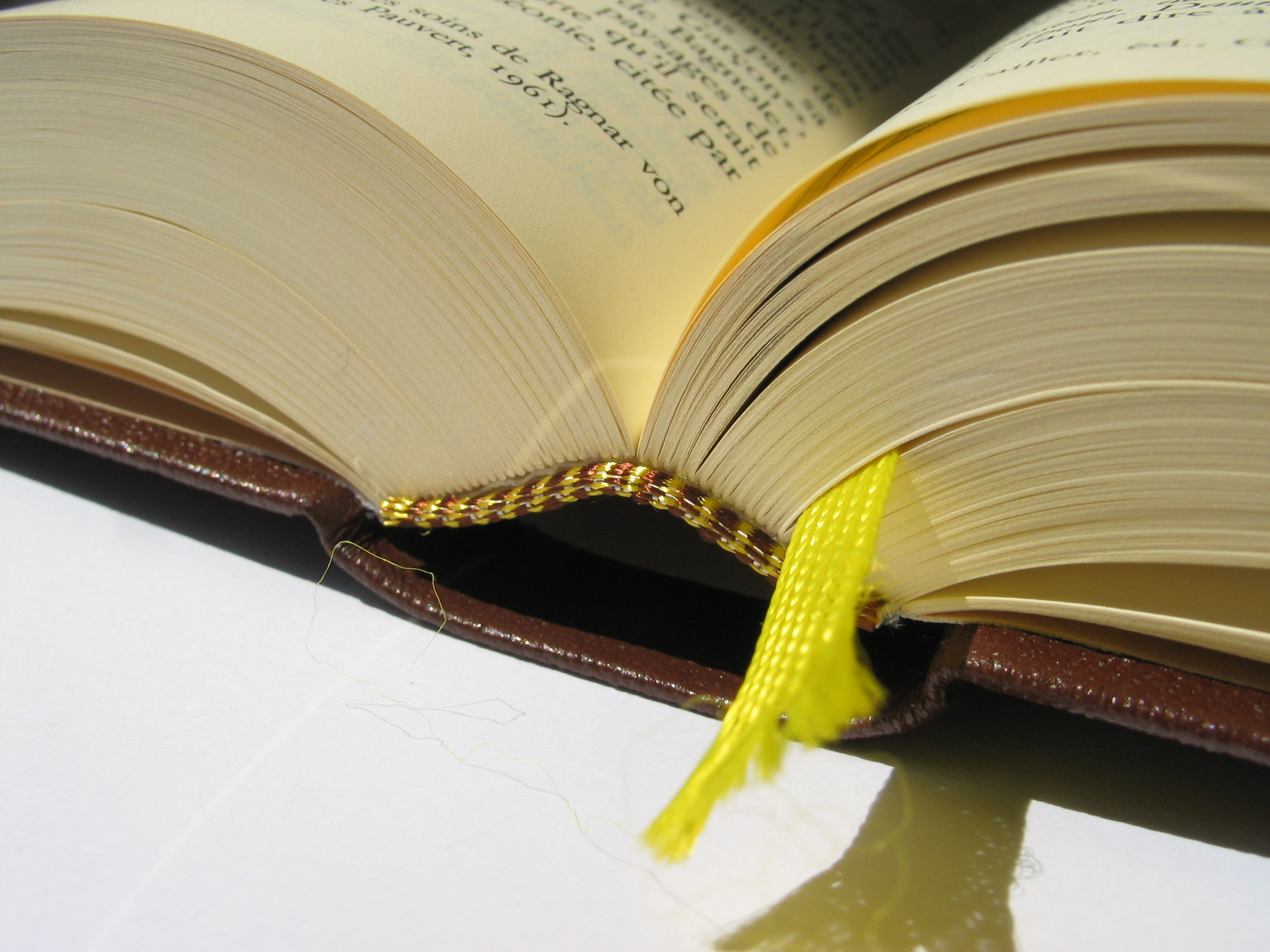
Książka ze stronami z cienkiego papieru

Papier biblijny – najcieńszy rodzaj papieru wykorzystywanego w druku typograficznym, mający zastosowanie do druku publikacji o bardzo dużej objętości (liczby stron w jednym tomie) – np. encyklopedie, słowniki, wielkie objętościowo dzieła literackie (typu właśnie Biblii). Papier o gramaturze 25-40 g/m², nieprzezroczysty, matowy, biały lub kremowy, występujący w klasach I i II, z włókien szmacianych. Produkcja wymaga stosowania drogich wypełniaczy, takich jak dwutlenek tytanu.